# Betika Ngolo
Pour les articles homonymes, voir Ngolo.
Betika Ngolo est un village du Cameroun situé dans la commune de Toko, une des 9 communes du département du Ndian de la Région du Sud-Ouest.

## Géographie
Le village se situe à environ 1 300 m d'altitude.

## Population
Le village comptait 107 habitants en 1953, 146 en 1968-1969 et 56 en 1972, principalement des Ngolo, d'où son nom.
Lors du recensement de 2005, on y a dénombré 29 personnes.
En 2018 le chef du village se nomme Christopher Eboka Eboka III.